# Dhanmondi

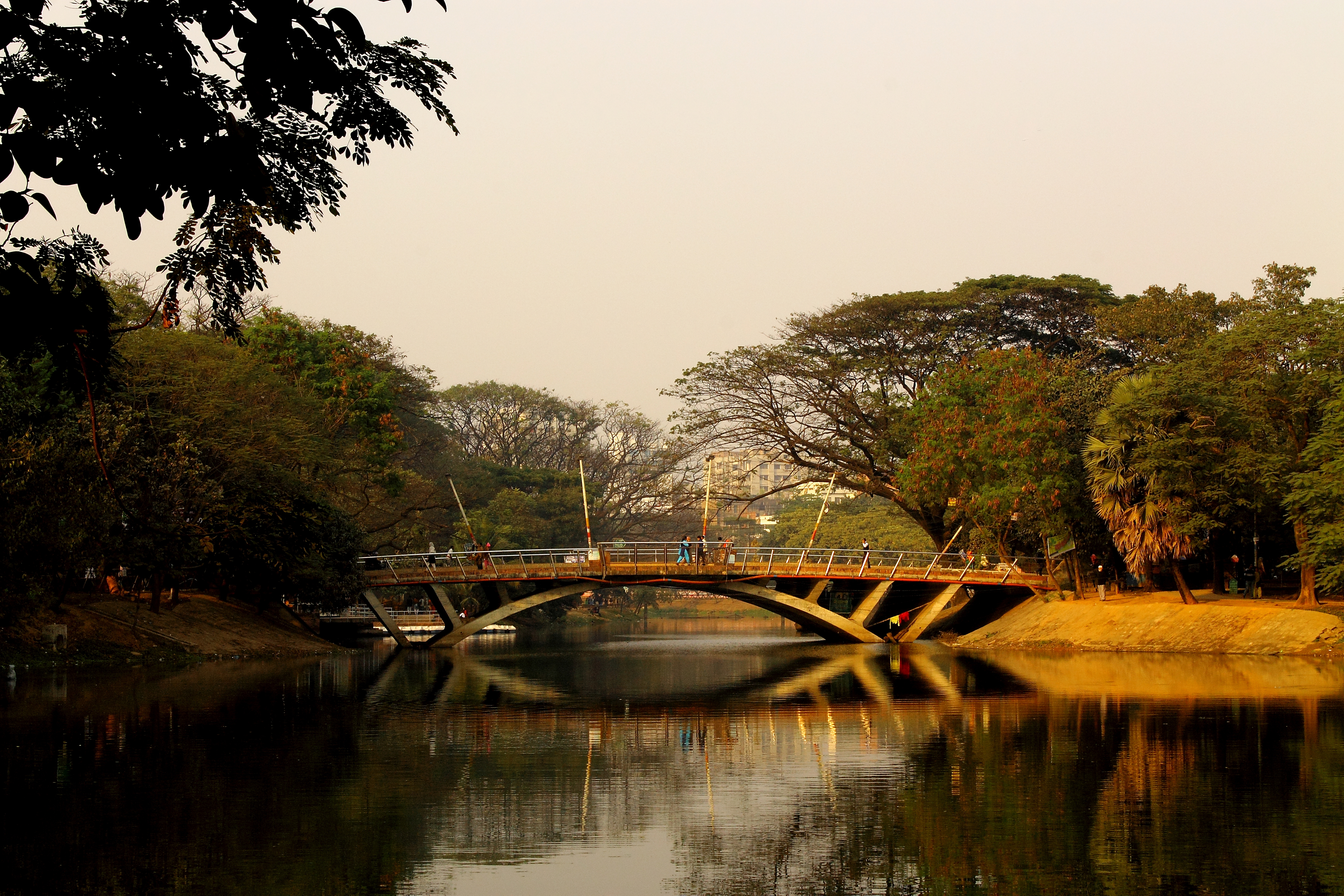
Brücke in Dhanmondi

Dhanmondi (bengalisch ধানমন্ডি) ist ein gehobenes Wohnviertel in Dhaka (Bangladesch), das für seine zentrale Lage, kulturelle Lebendigkeit und als die Heimat des ersten Premierministers, Scheich Mujibur Rahman, bekannt ist.  Die Ursprünge von Dhanmondi lassen sich bis in die späten 1950er Jahre zurückverfolgen, als die ostpakistanische Regierung es als zentral geplantes und gehobenes Wohngebiet für die führenden Bürokraten und Wirtschaftsmagnaten der Stadt entwickelte. Im Laufe der Jahrzehnte hat es sich zu einem  Geschäftsviertel entwickelt und bildet eine Miniaturstadt für sich, mit einer Vielzahl von Krankenhäusern, Einkaufszentren, englischen Mittelschulen, Universitäten, Cafés, Restaurants und Kunstgalerien.